# A996 Albatros (schip, 1968)
De A996 Albatros is een hulpschip van de Marinecomponent van de Belgische Strijdkrachten. 
De stad Boom is peterstad. 
De sleper is gebouwd als de A872 Westgat voor de Koninklijke Marine, Den Helder. Het schip werd overgedragen in 1997 aan de Belgische Zeemacht in Zeebrugge en kreeg de naam A996 Albatros.
Het schip wordt ingezet bij reddingsoperaties, controle op visserij, zeevervuilingen en vernietigen van springstoffen op zee. 
Op 12 januari 2015 werd het schip te koop aangeboden.